# Kreis Mézières
| Kreis Mézières           | Kreis Mézières     |
| Basisdaten               | Basisdaten         |
| ------------------------ | ------------------ |
| Staat:                   | Schweiz            |
| Kanton:                  | Waadt (VD)         |
| Bezirk:                  | Oron               |
| Hauptort:                | Mézières           |
| Fläche:                  | 38,99 km²          |
| Einwohner:               | 5'673 (31.12.2023) |
| Bevölkerungsdichte:      | 145 Einw. pro km²  |
| Aufgehoben am:           | 31. Dezember 2006  |
| Karte                    |                    |
| Karte von Kreis Mézières |                    |

Der Kreis Mézières (französisch Cercle de Mézières) war bis zum 31. August 2006 eine Verwaltungseinheit des Bezirks Oron im Kanton Waadt in der Schweiz. Sitz des Kreisamtes war Mézières.
Der Kreis umfasste acht Gemeinden und war 38,99 km² gross. Die Gemeinden des ehemaligen Kreises zählten Ende 2023 5'673 Einwohner.
| Wappen             | Name der Gemeinde  | Einwohner (31. Dezember 2023) | Fläche in km² | Einw. pro km² |
| ------------------ | ------------------ | ----------------------------- | ------------- | ------------- |
| Carrouge           | Carrouge           | 1'111                         | 5,43          | 205           |
| Corcelles-le-Jorat | Corcelles-le-Jorat | 500                           | 7,94          | 63            |
| Les Cullayes       | Les Cullayes       | 674                           | 2,12          | 318           |
| Mézières           | Mézières           | 1'193                         | 3,48          | 343           |
| Montpreveyres      | Montpreveyres      | 639                           | 4,12          | 155           |
| Peney-le-Jorat     | Peney-le-Jorat     | 378                           | 4,46          | 85            |
| Ropraz             | Ropraz             | 532                           | 4,81          | 111           |
| Vulliens           | Vulliens           | 646                           | 6,63          | 97            |
| Total (8)          | Total (8)          | 5'673                         | 38,99         | 145           |